# KFC Dessel Sport
Ne pas confondre avec le Witgoor Sport Dessel, un autre club de football de Dessel
Maillots
Actualités
Dernière mise à jour : 20 août 2025.
Le Koninklijke Football Club Dessel Sport est un club de football belge, localisé dans la ville de Dessel. Le club porte le matricule 606 et évolue en Nationale 1 lors de la saison 2020-2021. C'est sa 52e saison consécutive dans les séries nationales. Le club est présidé par Willy Mermans et entraîné depuis 2015 par Guido Brepoels. Il dispute ses rencontres à domicile au Stade Armand Melis et ses couleurs sont le vert et le blanc.

## Historique

### Création du club et accession aux séries nationales
Le Desschel Sport Football Club est fondé le 9 janvier 1925 et s'affilie à l'Union Belge le 6 janvier 1926 comme « club débutant ». Il débute dans les compétitions du « Kempische Voetbal Groep », une fédération locale dépendant de l'Union Belge, qui organise les championnats pour clubs débutants de la province d'Anvers entre 1924 et 1933. En décembre 1926, le club reçoit le matricule 606. Le 19 juin 1929, après trois saisons dans ces compétitions, le club est admis comme club effectif. Il entame trois mois plus tard sa première saison en troisième régionale, le plus bas niveau du football belge à l'époque.
Le club joue au plus bas niveau jusqu'au déclenchement de la Seconde Guerre mondiale. À la fin des années 1940, il rejoint le plus haut niveau provincial, appelé à l'époque « deuxième provinciale ». Lors de la création de la première provinciale en 1952, il est relégué d'un niveau. En 1954, il est reconnu « Société Royale » et prend le nom de Koninklijke Football Club Dessel Sport le 25 mars 1954. Il retrouve l'élite provinciale quelques semaines plus tard et y passe trois saisons avant de redescendre. Après neuf saisons au deuxième niveau provincial, le club remporte sa série en 1966 et remonte en « P1 ». Un an plus tard, il décroche un second titre consécutif et rejoint la Promotion, le quatrième et dernier niveau national. Il n'est plus jamais revenu en provinciales depuis.

### Débuts avec succès en nationales
Le KFC Dessel réussit ses débuts en nationales, décrochant la cinquième place du classement lors de ses deux premières saisons. Il fait encore mieux l'année suivante et remporte le titre dans sa série au terme de la saison 1969-1970. Le club poursuit sur sa lancée et termine troisième de sa série pour ses débuts en Division 3, devançant l'autre club de Dessel, le Witgoor Sport. Durant toutes les années 1970, les deux clubs se retrouvent chaque saison dans le même groupe de D3, donnant lieu à des derbies passionnés.
Desel Sport se maintient dans la première moitié du classement durant plusieurs années mais vit une saison plus délicate en 1974-1975, terminant à la quatorzième place. La réduction du nombre de clubs présents en Division 1, qui passe de 20 à 19 équipes, entraîne une relégation supplémentaire en cascade dans les divisions inférieures. Dessel Sport doit dès lors disputer un match de barrage face au FC Denderleeuw, qu'il remporte pour assurer son maintien. Jusqu'au début des années 1980, le club alterne les bonnes et les moins bonnes saisons, finissant régulièrement en milieu de classement. Il échappe encore de peu à la relégation en 1983. Un an plus tard par contre, il ne peut l'éviter à la suite de son avant-dernière place. Le club doit ainsi redescendre en Promotion quatorze ans après l'avoir quittée. 
Deux ans plus tard, le club frôle une nouvelle relégation, terminant treizième dans sa série, juste à la limite de la zone dangereuse. À partir de la seconde moitié de la décennie, le club retrouve le haut du tableau et obtient plusieurs places d'honneur. Finalement, il remporte sa série en 1995 et retrouve la troisième division après onze saisons. Dessel Sport réalise ensuite deux très bonnes saisons, ponctuées par un nouveau titre en 1997. Pour la première fois de son Histoire, le club est promu en Division 2.

### Une décennie en Division 2
Dessel s'adapte rapidement au rythme de l'anti-chambre de l'élite et termine régulièrement dans le ventre mou du classement. Il connaît une première saison difficile en 2002-2003, avec une seizième place finale, synonyme de barrages pour le maintien. Mais à la suite de la disparition du KFC Lommelse SK et la relégation administrative du FC Malines en Division 3, il n'y a aucun descendant direct en deuxième division, dont seul le dernier se retrouve barragiste. Le club est donc sauvé « sur tapis vert ». Après une saison correcte l'année suivante, il termine ensuite quinzième et de nouveau barragiste en 2005-2006. Il est battu en demi-finales par le KRC Waregem et est relégué en Division 3. Mais le club bénéficie à nouveau de sanctions administratives infligées à d'autres équipes pour se maintenir en deuxième division. Cette fois, c'est La Louvière qui est privé de licence et renvoyé directement en troisième division, ainsi que le Verbroedering Geel, condamné pour tentative de corruption. Cette double sanction permet à Dessel de conserver sa place en Division 2. Ce n'est qu'un répit d'un an pour le club, qui finit à nouveau barragiste la saison suivante. Il y est battu par Geel dès son entrée en lice et relégué. Cette fois, aucune équipe n'est sanctionnée par la Fédération et Dessel Sport se retrouve en Division 3 en 2007.

### Retour en Division 3
Le retour en troisième division est difficile pour le club, qui échappe de justesse aux barrages deux ans après sa relégation, ne devançant Hamoir, quatorzième, qu'au nombre de victoires. Cette mauvaise performance pousse les dirigeants à renforcer l'équipe, qui termine à la troisième place l'année suivante et participe ainsi au tour final pour la montée. Il en est éliminé au stade des demi-finales par l'Union du Centre. Le club finit cinquième la saison suivante et aurait pu participer au tour final s'il avait demandé sa licence pour évoluer en deuxième division. Dessel fait ensuite la course en tête durant toute la saison 2011-2012 et livre un duel passionnant pour le titre avec Bocholt. Le mano à mano dure jusqu'à la dernière journée, au cours de laquelle le club assure son titre grâce à une victoire sur Hasselt, dernier. Après cinq saisons, Dessel Sport retrouve la deuxième division nationale.

## Résultats dans les divisions nationales
Statistiques mises à jour le 3 décembre 2024 (terme de la saison 2023-2024)

### Palmarès
- 2 fois champion de Belgique de Division 3 en 1997 et 2012.
- 2 fois champion de Belgique de Promotion en 1970 et 1995.

### Bilan
| Niv | Divisions     | Jouées | Titres | TM Up | TM Down |
| --- | ------------- | ------ | ------ | ----- | ------- |
| I   | 1re nationale | 0      | 0      |       |         |
| II  | 2e nationale  | 14     | 0      |       |         |
| III | 3e nationale  | 29     | 2      | 3     |         |
| IV  | 4e nationale  | 14     | 2      |       |         |
| V   | 5e nationale  | 0      | 0      |       |         |
|     |               |        |        |       |         |
|     | TOTAUX        | 57     | 4      | 3     | 0       |

- TM Up : test-match pour départager des égalités, ou toutes formes de Barrages ou de Tour final pour une montée éventuelle.
- TM Down : test-match pour départager des égalités, ou toutes formes de Barrages ou de Tour final pour le maintien.

### Classement saison par saison
| Ordre | Saison  | Nom du club        | Niveau             | Classement final | Remarques              |
| ----- | ------- | ------------------ | ------------------ | ---------------- | ---------------------- |
| 1     | 1967-68 | K. FC Dessel Sport | Promotion série D  | 5e/16            |                        |
| 2     | 1968-69 | K. FC Dessel Sport | Promotion série B  | 5e/16            |                        |
| 3     | 1969-70 | K. FC Dessel Sport | Promotion série B  | 1er/16           | Champion et promu      |
| 4     | 1970-71 | K. FC Dessel Sport | Division 3 série A | 3e/16            |                        |
| 5     | 1971-72 | K. FC Dessel Sport | Division 3 série B | 5e/16            |                        |
| 6     | 1972-73 | K. FC Dessel Sport | Division 3 série A | 4e/16            |                        |
| 7     | 1973-74 | K. FC Dessel Sport | Division 3 série A | 9e/16            |                        |
| 8     | 1974-75 | K. FC Dessel Sport | Division 3 série B | 14e/16           | Barrage                |
| 9     | 1975-76 | K. FC Dessel Sport | Division 3 série B | 11e/16           |                        |
| 10    | 1976-77 | K. FC Dessel Sport | Division 3 série B | 4e/16            |                        |
| 11    | 1977-78 | K. FC Dessel Sport | Division 3 série A | 12e/16           |                        |
| 12    | 1978-79 | K. FC Dessel Sport | Division 3 série B | 4e/16            |                        |
| 13    | 1979-80 | K. FC Dessel Sport | Division 3 série B | 6e/16            |                        |
| 14    | 1980-81 | K. FC Dessel Sport | Division 3 série B | 7e/16            |                        |
| 15    | 1981-82 | K. FC Dessel Sport | Division 3 série B | 9e/16            |                        |
| 16    | 1982-83 | K. FC Dessel Sport | Division 3 série B | 13e/16           |                        |
| 17    | 1983-84 | K. FC Dessel Sport | Division 3 série B | 15e/16           | Relégué                |
| 18    | 1984-85 | K. FC Dessel Sport | Promotion série C  | 4e/16            |                        |
| 19    | 1985-86 | K. FC Dessel Sport | Promotion série B  | 13e/16           |                        |
| 20    | 1986-87 | K. FC Dessel Sport | Promotion série C  | 6e/16            |                        |
| 21    | 1987-88 | K. FC Dessel Sport | Promotion série C  | 4e/16            |                        |
| 22    | 1988-89 | K. FC Dessel Sport | Promotion série C  | 6e/16            |                        |
| 23    | 1989-90 | K. FC Dessel Sport | Promotion série C  | 2e/16            |                        |
| 24    | 1990-91 | K. FC Dessel Sport | Promotion série B  | 8e/16            |                        |
| 25    | 1991-92 | K. FC Dessel Sport | Promotion série C  | 4e/16            |                        |
| 26    | 1992-93 | K. FC Dessel Sport | Promotion série C  | 4e/16            |                        |
| 27    | 1993-94 | K. FC Dessel Sport | Promotion série C  | 3e/16            |                        |
| 28    | 1994-95 | K. FC Dessel Sport | Promotion série C  | 1er/16           | Champion et promu      |
| 29    | 1995-96 | K. FC Dessel Sport | Division 3 série B | 4e/16            |                        |
| 30    | 1996-97 | K. FC Dessel Sport | Division 3 série B | 1er/16           | Champion et promu      |
| 31    | 1997-98 | K. FC Dessel Sport | Division 2         | 9e/18            |                        |
| 32    | 1998-99 | K. FC Dessel Sport | Division 2         | 13e/18           |                        |
| 33    | 1999-00 | K. FC Dessel Sport | Division 2         | 6e/18            |                        |
| 34    | 2000-01 | K. FC Dessel Sport | Division 2         | 11e/18           |                        |
| 35    | 2001-02 | K. FC Dessel Sport | Division 2         | 7e/18            |                        |
| 36    | 2002-03 | K. FC Dessel Sport | Division 2         | 16e/18           | [ saisons 2 ]          |
| 37    | 2003-04 | K. FC Dessel Sport | Division 2         | 9e/18            |                        |
| 38    | 2004-05 | K. FC Dessel Sport | Division 2         | 15e/18           |                        |
| 39    | 2005-06 | K. FC Dessel Sport | Division 2         | 16e/18           | Barrages               |
| 40    | 2006-07 | K. FC Dessel Sport | Division 2         | 16e/18           | Relégué après barrages |
| 41    | 2007-08 | K. FC Dessel Sport | Division 3 série B | 10e/16           |                        |
| 42    | 2008-09 | K. FC Dessel Sport | Division 3 série B | 13e/16           |                        |
| 43    | 2009-10 | K. FC Dessel Sport | Division 3 série B | 3e/18            | Tour final             |
| 44    | 2010-11 | K. FC Dessel Sport | Division 3 série B | 5e/18            |                        |
| 45    | 2011-12 | K. FC Dessel Sport | Division 3 série B | 1er/18           | Champion et promu      |
| 46    | 2012-13 | K. FC Dessel Sport | Division 2         | 12e/18           |                        |
| 47    | 2013-14 | K. FC Dessel Sport | Division 2         | 14e/18           |                        |
| 48    | 2014-15 | K. FC Dessel Sport | Division 2         | 15e/18           |                        |
| 49    | 2015-16 | K. FC Dessel Sport | Division 2         | 10e/17           | Relégué                |
| 50    | 2016-17 | K. FC Dessel Sport | Division 1 Amateur | 2e/16            | Play-offs              |
| 51    | 2017-18 | K. FC Dessel Sport | Division 1 Amateur | 3e/16            | Play-offs              |
| 52    | 2018-19 | K. FC Dessel Sport | Division 1 Amateur | 12e/16           |                        |
| 53    | 2019-20 | K. FC Dessel Sport | Division 1 Amateur | 8e/16            |                        |
| 54    | 2020-21 | K. FC Dessel Sport | Nationale 1        | N/A              | Saison annulée !       |
| 55    | 2021-22 | K. FC Dessel Sport | Nationale 1        | 4e/15            |                        |
| 56    | 2022-23 | K. FC Dessel Sport | Nationale 1        | 14e/20           |                        |
| 57    | 2023-24 | K. FC Dessel Sport | Nationale 1        | 12e/18           |                        |
| 58    | 2024-25 | K. FC Dessel Sport | Nationale 1 VV     | .../16           |                        |

## Joueurs connus
- Michael Modubi, international sud-africain (5 sélections), passé au KVC Westerlo durant huit ans, joue à Dessel depuis 2011.
- Xavier Caers, ancien international belge (1 sélection) et joueur de l'Antwerp durant dix ans, termine sa carrière à Dessel entre 1982 et 1984.
- Julien Cools, ancien international belge (35 sélections), finaliste de l'Euro 1980, Soulier d'Or 1977, joue à Dessel de 1981 à 1984, dont une saison comme joueur-entraîneur.
- Patrick Goots, ancien joueur du Beerschot, de Genk et de l'Antwerp notamment, commence sa carrière à Dessel Sport de 1982 à 1986.
- Georges Leekens, ancien international belge (3 sélections), joueur du FC Bruges durant une décennie et entraîneur de l'équipe nationale belge et de plusieurs clubs importants, commence sa carrière à Dessel Sport lors de la saison 1969-1970.
- Joris Van Hout, ancien international (1 sélection), passé au RSC Anderlecht et au Borussia Mönchengladbach notamment, joue à Dessel depuis janvier 2012.
- Mark Volders, ancien gardien de but entre autres de Mouscron et de Saint-Trond, joue à Dessel lors de la saison 1999-2000.
- Magalhaes Isaias, ancien joueur notamment du FC Metz, Seraing et Mouscron, joue à Dessel lors de la saison 2003-2004.
- Isaac Asare, ancien international ghanéen (5 sélections) et joueur d'Anderlecht, il joue pour Dessel Sport entre 2001 et 2003.
- Prince Asubonteng, ancien joueur du Germinal Beerschot, joue à Dessel depuis 2010.
- Gideon Imagbudu, ancien joueur entre autres de l'Antwerp et de Beveren, joue à Dessel de 2005 à 2007.
- Mohammed Aliyu Datti, ancien international nigérian (3 sélections), passé notamment au Standard de Liège, joue à Dessel depuis 2009..
- Gabriel Perșa, ancien joueur entre autres de l'Antwerp et de Politehnica Timișoara, joue à Dessel de 2005 à 2009.

## Les entraîneurs depuis 1964
L'actuel entraîneur du KFC Dessel Sport est l'ancien défenseur international Stijn Vreven. Il prend ses fonctions au début de la saison 2012-2013. Il est le 35e entraîneur du club depuis 1964, le 29e différent.
| Période   | Nom                |
| --------- | ------------------ |
| 1964-1965 | André Roymans      |
| 1965-1967 | Alfons Leysen      |
| 1967-1971 | Charlie Feyen      |
| 1971-1973 | Robert Willems     |
| 1973-1974 | Staf Kauwenberghs  |
| 1975-1977 | Robert Willems (2) |
| 1977-1978 | Willy Van Cleemput |
| 1978-1980 | Kamiel Van Damme   |
| 1981      | Jos Weyts          |
| 1981-1982 | Pierre Berx        |
| 1982-1983 | Julien Cools       |
| 1983-1984 | Swat Van Casteren  |

| Période   | Nom                  |
| --------- | -------------------- |
| 1984-1985 | René Desaeyere       |
| 1985-1986 | Robert Willems (3)   |
| 1986-1988 | Willy Elsen          |
| 1988-1990 | Herman Franssen      |
| 1990      | Kamiel Van Damme (2) |
| 1991      | Herman Franssen (2)  |
| 1992      | Marcel Sterckx       |
| 1992-1993 | Luc Maes             |
| 1993-1999 | Dirk Verbraken       |
| 1999-2001 | Colin Andrews        |
| 2001      | Herman Helleputte    |
| 2001-2002 | Dirk Verbraken (2)   |

| Période   | Nom                |
| --------- | ------------------ |
| 2003      | Gérard Plessers    |
| 2004-2005 | Ives Serneels      |
| 2006      | Ivo Toelen         |
| 2007      | Luc Reumers        |
| 2008      | Dirk Verbraken (3) |
| 2008      | Valère Billen      |
| 2009      | Danny David        |
| 2009-2010 | Michel Kenis       |
| 2010-2012 | Carl Meseure       |
| 2012      | Patrick Witters    |
| 2012-...  | Stijn Vreven       |

## Stade Armand Mélis

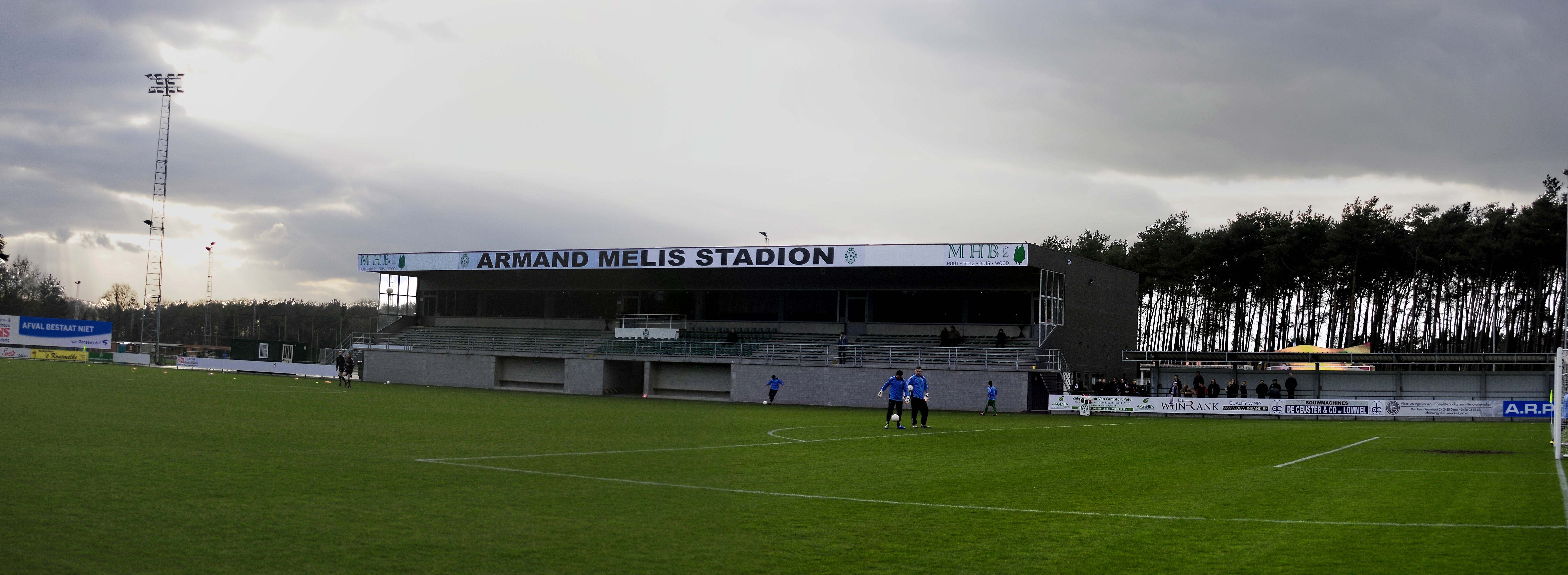
Vue du stade Armand Mélis

Le club joue ses matches à domicile au stade Armand Mélis, qui doit son nom à l'ancien président emblématique du club, Armand Mélis, décédé en 2010. Auparavant, l'enceinte portait le nom de Lorzestadion, du nom de la rue où il est situé.